# Новосёлова, Светлана Леонидовна
Светлана Леонидовна Новосёлова (1933—2005) — советский психолог, доктор психологических наук, действительный член РАЕН (с 1996; отделение дошкольного образования и детского творчества), член Международного общества изучения развития поведения (ISSD), вице-президент Российской международной организации по дошкольному воспитанию, действительный член Академии творческой педагогики (с 1996) и Академии изобретательства (с 1997).

## Биография
Родилась 4 февраля 1933 года в Каменске-Шахтинском Ростовской области. Её дед по линии матери, В. Г. Маргаритов, был из священнической казачьей донской семьи. Получил образование в Гренобле (Франция), где он и его будущая супруга А. Д. Григорьева учились в университете. Позже они преподавали французский язык в России: В. Г. Маргаритов, преподавая в Вольском и Иркутском кадетских корпусах, дослужился до чина коллежского советника.
Своим интересом к естественной истории Новосёлова была обязана, по её воспоминаниям, другому деду: Фёдору Ивановичу Бочарову, окончившему в 1908 году отделение естественных наук Харьковского университета, где занимался палеонтологией и географией под руководством профессора А. Н. Краснова.
В 1947 году семья переехала в Москву и поселилась в доме № 13 по улице Чайковского.
В девятом классе в московской школе, где училась Новосёлова, появился новый предмет — психология, который стала преподавать аспирант из Психологического института — Елена Михайловна Кудрявцева. Она рекомендовала любознательную ученицу Надежде Николаевне Лодыгиной-Котс, руководившей в Дарвиновском музее кружком школьников, студентов и взрослых, интересовавшихся поведением животных и происхождением психики. Так, ещё школьницей, С. Л. Новосёлова начала свои исследования интеллекта обезьян.
После окончания в 1956 году отделения психологии философского факультета московского университета она, работая младшим научным сотрудником в экспериментальной лаборатории С. Н. Брайнеса при Институте психиатрии Министерства здравоохранения СССР, исследовала особенности интеллекта человекообразных обезьян (1956—1960); в эксперименте Брайнес и Новосёловой была доказана способность обезьян мысленно «достраивать» недостающие элементы ситуации и действовать на основе этих «построений». Затем она продолжала работать над проблемой предыстории человеческого интеллекта, исследовала мышление, предметную и игровую деятельность детей раннего и дошкольного возраста в качестве младшего научного сотрудника (1960—1968) в НИИ дошкольного воспитания АПН СССР, директором которого был А. В. Запорожец. После защиты в 1968 году кандидатской диссертации в течение 30 лет (1968—1998) была старшим научным сотрудником института. В течение ряда лет читала в МГУ им. М. В. Ломоносова, МПГУ и других вузах Москвы лекции по проблематике зоопсихологии, генетически ранних форм мышления, психологии развития игровой деятельности. Доктор психологических наук с 2002 года — диссертация «Генетически ранние формы мышления».
С. Л. Новосёлова опубликовала около 200 научных работ, в том числе монографии:
- Развитие мышления в раннем возрасте. — М., 1977;
- Развивающая предметная среда детства. — М., 1996;
- Компьютерный мир дошкольника. — М., 1997 (соавтор);
- Интеллектуальная основа развития деятельности приматов. — М.; Воронеж, 2000;
- Генетически ранние формы мышления. — М.; Воронеж, 2001.

Среди публикаций научно-методического характера:
- Игра дошкольника. — М.: Педагогика, 1989;
- Родителям о детских играх и игрушках: Советы психолога. — М., 1992;
- Система «Модуль-игра». — М., 1999;
- Игра в развитии ребёнка. — М., 2000;
- Система «Модуль игра». — М., 2004.

Умерла в Москве 30 августа 2005 года.